# Привокзальна площа (Запоріжжя)
Привокза́льна пло́ща — площа напроти центрального залізничного вокзалу Запоріжжя I. Від Привокзальної площі розпочинається головна вулиця міста Запоріжжя — проспект Соборний, а також однойменна Привокзальна вулиця.

## Історія
Привокзальна площа утворена у 1873 році, під час будівництва залізничного вокзалу Олександрівськ I в ході будівництва Лозово-Севастопольської залізниці на дільниці Лозова — Олександрівськ (нині — Запоріжжя І).
Перша будівля Південного залізничного вокзалу (Олександрівськ I) була зведена 1873 року.

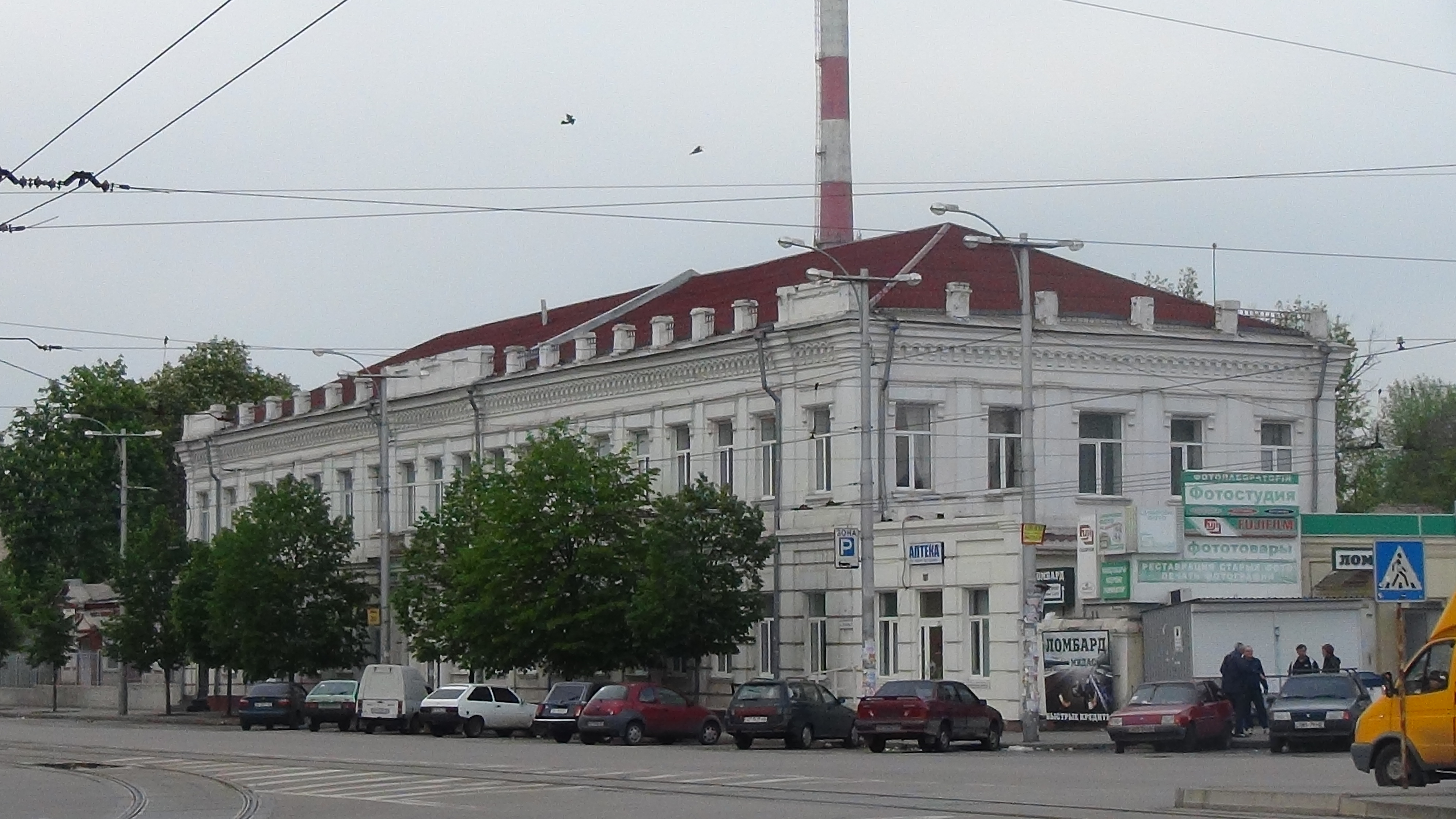
Колишній прибутковий будинок Д. Мінаєва (Соборний проспект, 6)

1 квітня 1936 року газета «Червоне Запоріжжя» повідомляла, що школі, «що будується на південному вокзалі», присвоєно ім'я відомого місцевого більшовика Леппіка. Ця школа № 14 з того часу знаходилася поруч із Привокзальною площею: у колишньому прибутковому будинку Мінаєва (нині — Соборний проспект, 6, медсанчастина «АвтоЗАЗ»). До нової будівлі на селище Південне школа була перенесена того ж 1936 року (вул. Святоволодимірівська, 90). У будинку Мінаєва тоді був облаштований готель «Південний».
Територія сучасної площі почала забудовуватися у 1950-ті роки XX століття. Нова будівля вокзалу відкрита 25 вересня 1954 року. Відкриття вокзалу планувалася ще 1953 року, але оскільки будівництво затягнулося, на фасаді фігурує напис «1953».

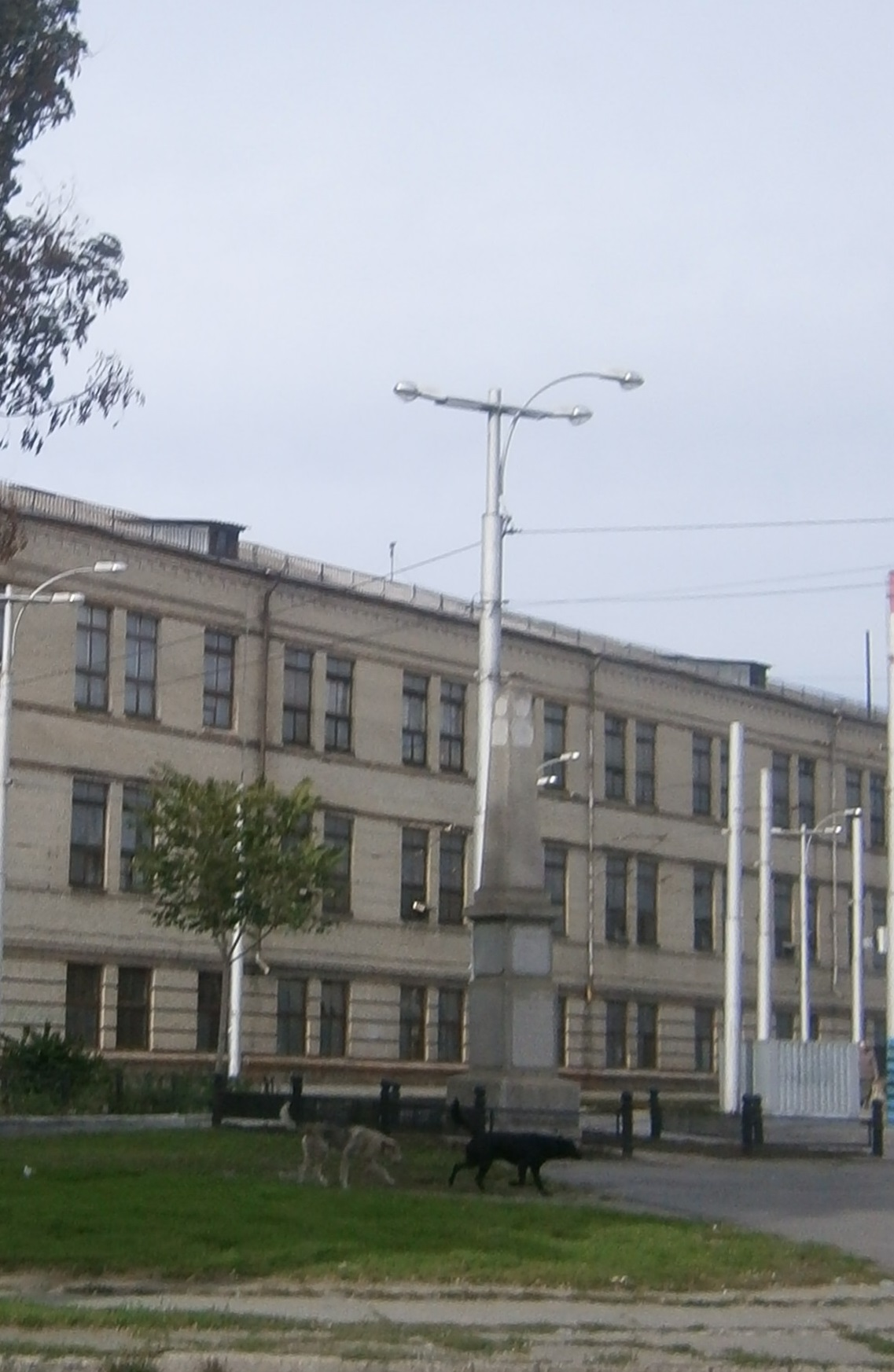
Декомунізований обеліск повстанцям 1905 року

У 1960-ті роки на площі перед вокзалом була розкішна квіткова клумба, в центрі якої був встановлений пам'ятник героям повстання 1905 року. Як свідчить одна з міських легенд, перед початком німецької окупації пам'ятник був демонтований і захований. Знову на своє місце гранітний обеліск повернувся у 1953 році. Нині площа асфальтована, а пам'ятник ще за радянських часів було перенесено на задвірки (в межах трамвайного розворотного кола). 7 червня 2016 року, в ході декомунізації, пам'ятник зазнав «апгрейду», були прибрані символи радянської епохи та написи. Зокрема, з пам'ятника зникли серп з молотом, а також цитати з праць Леніна і Карла Маркса.
У 1970-ті роки на площі з південної сторони вокзалу була зведена будівля поштової експедиції «Укрпошти» (нині — цех обробки пошти (ЦОП) Запорізької дирекції УДППЗ «Укрпошта».
З північної сторони площі розташований привокзальний ринок, поруч з яким недобудована споруда торговельного центру, будівництво якого розпочато ще у 2008 році, дата закінчення та відновлення будівництва невідомі.

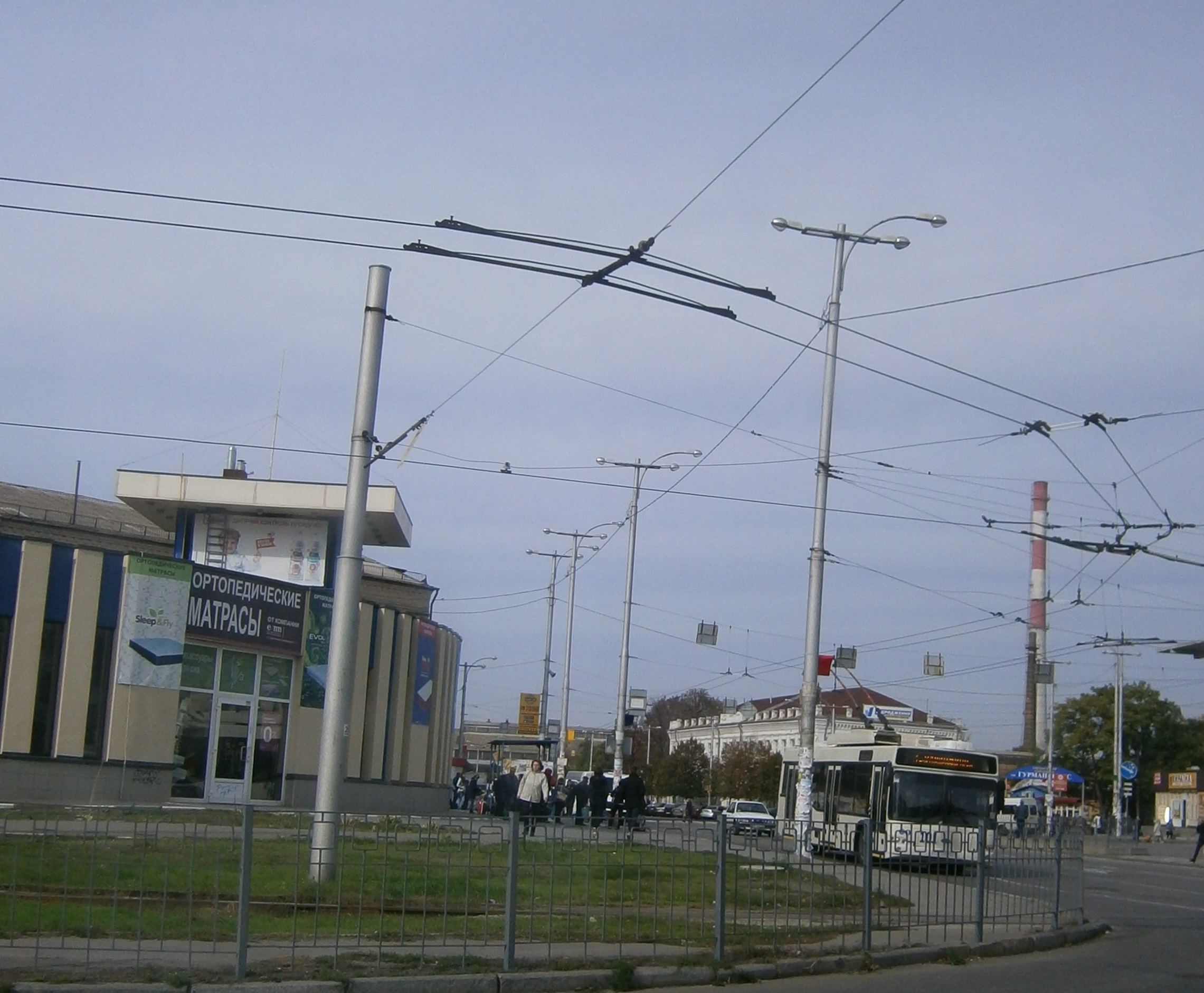
Дніпро Т103 на Привокзальній площі (маршрут № 3)

До 23 серпня 2001 року на Привокзальній площі була кінцева зупинка тролейбусного маршруту № 3, який подовжений до 4-го Південного мікрорайону.
2002 року проведено капітальний ремонт будівлі залізничного вокзалу Запоріжжя I.
З 12 травня по 8 вересня 2008 року проведена реконструкція проспекту на ділянці від залізничного вокзалу Запоріжжя I до центрального автовокзалу. Відкриття оновленної ділянки відбулося 8 вересня 2008 року. В ході робіт, замість старої рельсошпальної решітки, були укладені BKV-пліти, на трамвайному кільці укладені нові колії, проведена заміна контактної мережі, змінена схема руху тролейбусів на Привокзальній площі, перенесені зупинки громадського міського транспорту.

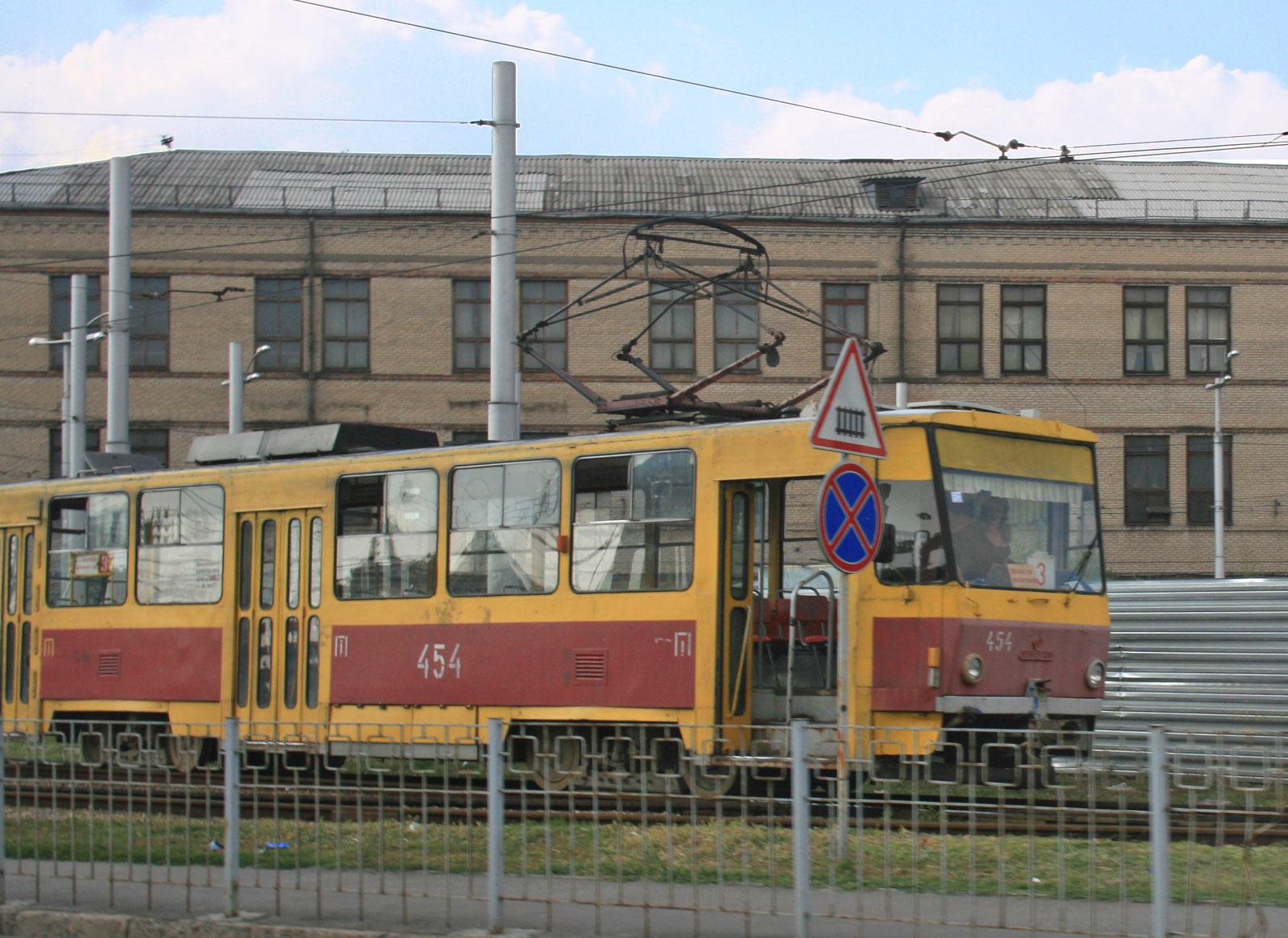
Розворотне кільце трамвайних маршрутів № 3, 16

29 травня 2019 року, відповідно рішенню виконавчого комітету Запорізької міської ради № 38, площа отримала назву — Привокзальна.
26 червня 2020 року з площі біля залізничного вокзалу прибрали перші чотири малі архітектурні форми з п'ятнадцяти, які були встановлені без дозвільних документів. Власникам був наданий тиждень для самостійного демонтажу МАФів та повідомлено, що після цього їх прибиратимуть.
З листопада 2020 року по квітень 2021 року здійснювалися роботи щодо реконструкції Привокзальної площі, в ході якої встановлені креативні навіси на зупинках громадського транспорту, огороджувальні стовпчики, нові кіоски, оновлений тротуар.

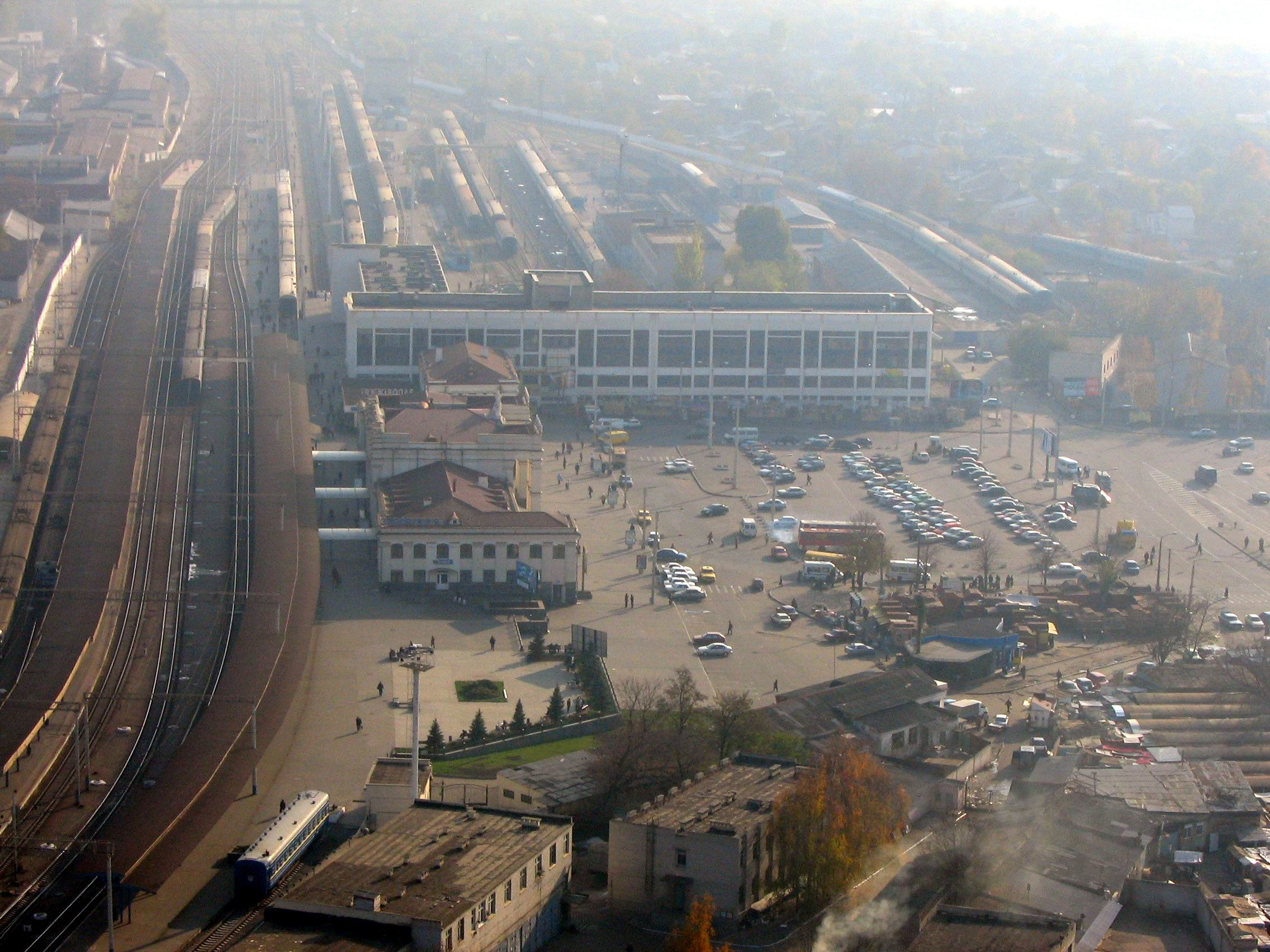
Привокзальна площа (2005)
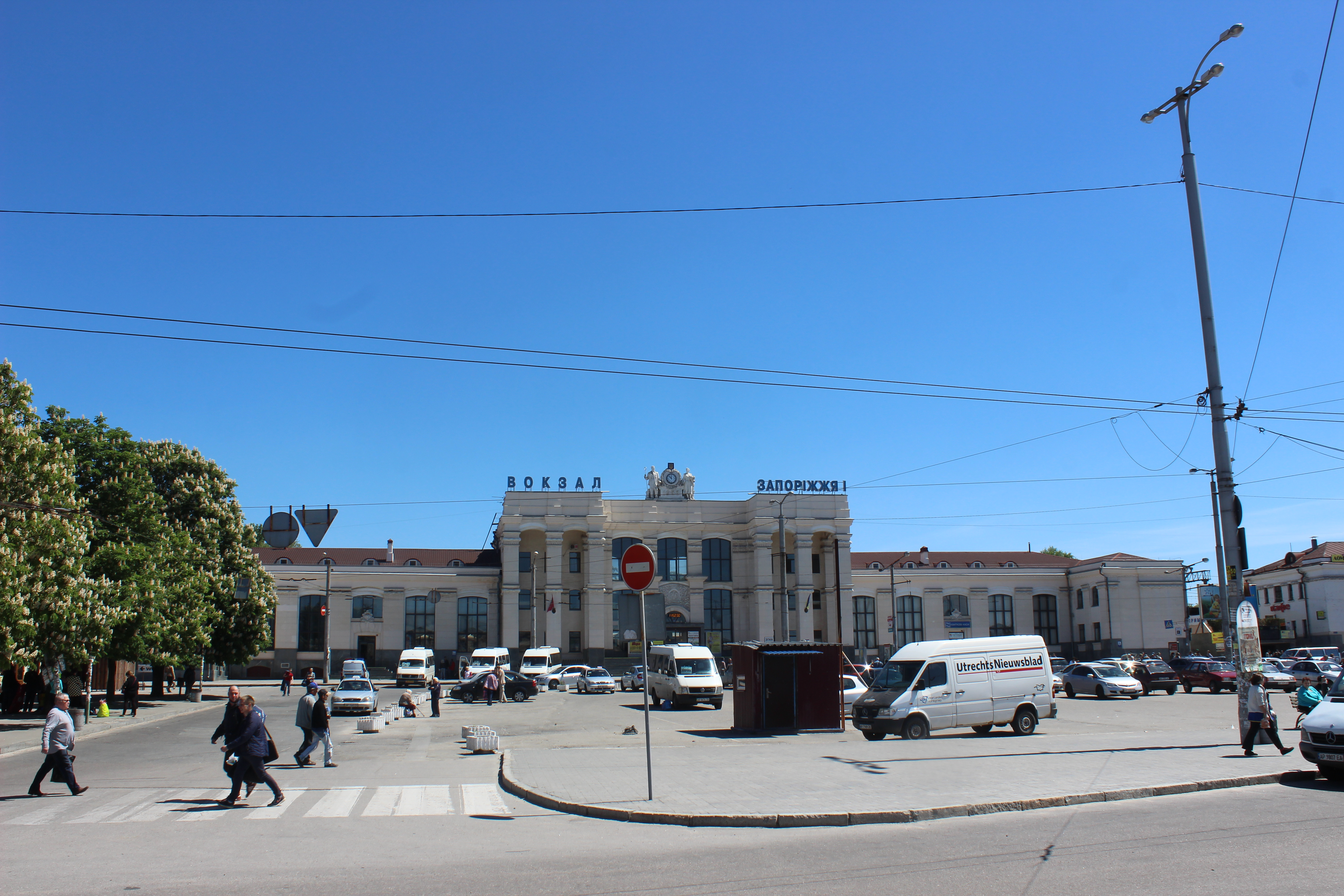
Вокзал станції Запоріжжя I
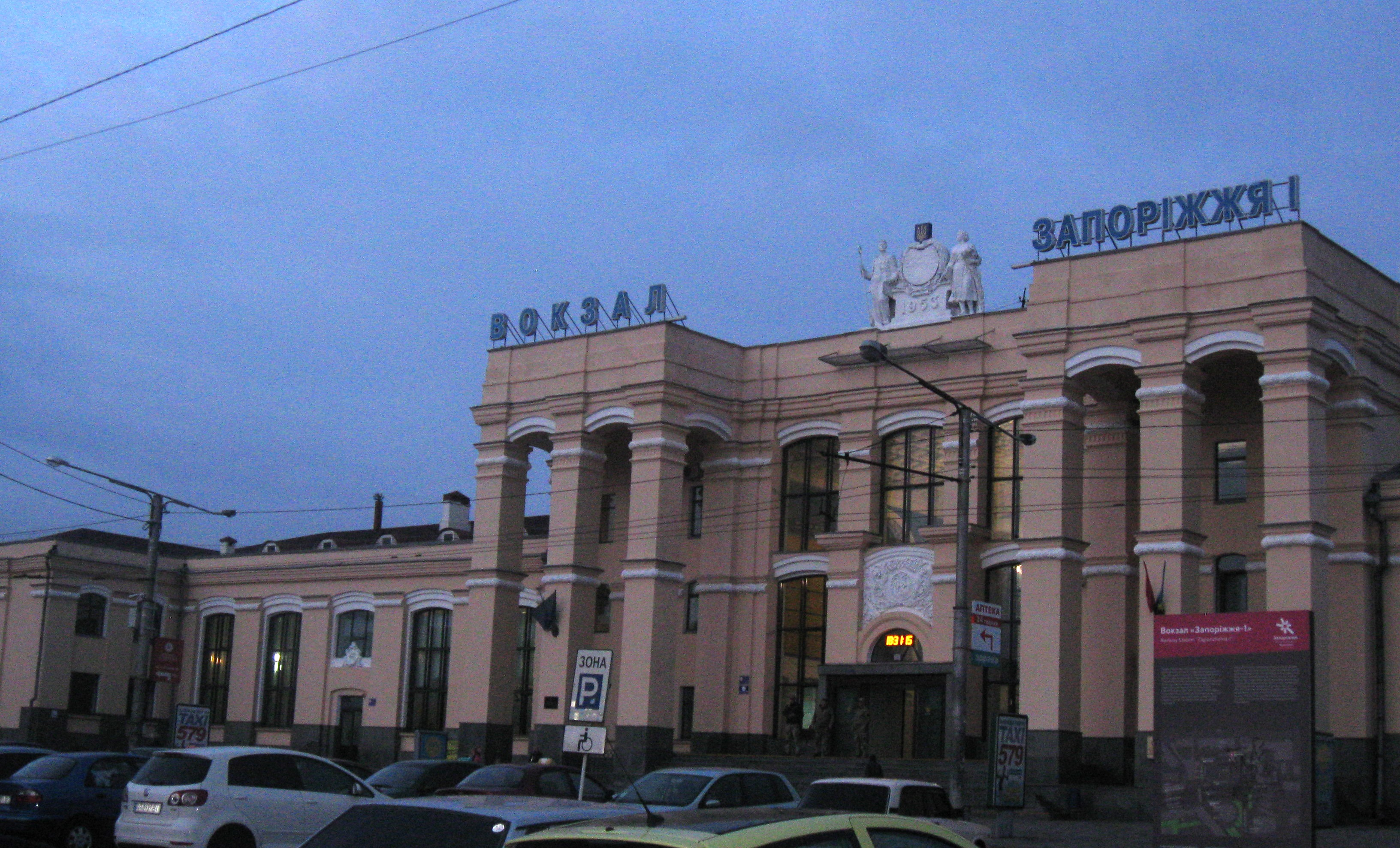
Краєвид на вокзал з Привокзальної площі

12 жовтня 2023 року на стіні будівлі «Укрпошти» поблизу залізничного вокзалу створено символічний мурал під назвою «Квітка для окупанта», на якому зображено квітку в реактивній системі залпового вогню «Град», що знищує живу силу та техніку окупанта на українській землі. Ескіз муралу належить французькому митцю українського походження, графіку і муралісту Микиті Кравцову, а сам мурал втілили киянин Давид Чичкан та одеситка Катерина Пікарська.
13 березня 2025 року стало відомо, що приватне підприємство ТОВ «Техногрупсервіс» стало переможцем тендеру з прибирання Привокзальної площі. Вартість прибирання та благоустрію біля вокзалу станції Запоріжжя І коштує 843 129 гривень. Раніше роботи з благоустрою площі виконували співробітники муніципального КП «Титан»/

## Перспективи реконструкції

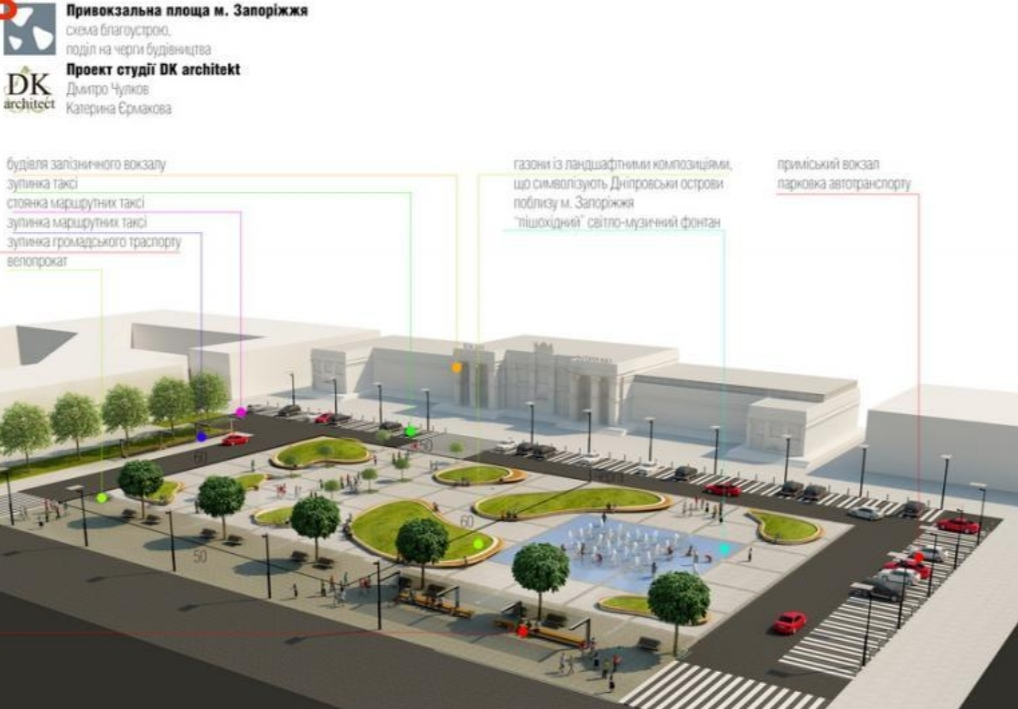
Проєкт реконструкції Привокзальної площі (2015)

7 липня 2015 року в Запоріжжі, в прес-центрі «Запорізький медіацентр», пройшла презентація проєкту реконструкції Привокзальної площі, як буде виглядати площа у майбутньому. Для реконструкції Привокзальної площі потрібно 5 млн. грн. Гроші на здійснення проєкту планується виділити з міського бюджету. За планом проєкту замість паркування та торгового центру на площі планується збудувати зону відпочинку, фонтан та парк. Цей проєкт під назвою «Запоріжжя — місто комфортне для життя», було розроблено одним з київських архітектурних бюро. Одна лише проблема реконструкції сягає в тому, що ще в грудні 2014 року Запорізька міська рада надала дозвіл однієї з  фірм про оренду землі під будівництво торговельних місць на площі. 
У січні 2015 року на площі розпочалось будівництво, але через те, що будівництво не було узгоджено, то дозвіл на продовження будівництва орендодавцям землі не видали. Всупереч цьому, будівництво все ж розпочали, яке було «заморожено»  лише в квітні 2015 року, за допомогою місцевих ЗМІ та міських активистів. Територію Привокзальної площі займали автомобільний паркінг та огороджене закинуте будівництво торговельного центру.
15 лютого 2016 року було представлено черговий проєкт реконструкції Привокзальної площі. Раніше замовник планував будівництво зупиничного комплексу на 860 метрів, але Департамент архітектури Запорізької міської ради не узгодив проєкт реконструкції.
Серед запоріжців було проведено опитування щодо майбутньої реконструкції Привокзальної площі. Це викликало бурхливі дискусії: комусь цей проєкт не сподобався, хтось був в захваті, а інші не вірили в те, що намальоване коли-небудь втілиться в життя.
29 липня 2016 року Запорізький міськвиконком ухвалив рішення щодо анулювання дозволу підприємству «СВ-ДІМ» на реконструкцію Привокзальної площі, в якому було зазначено, що дозвіл був виданий незаконно, оскільки документи не відповідають цільовому призначенню землі перед центральним залізничним вокзалом та за неодноразові порушення виконання робіт. Рішення виконкому ухвалено, але це тільки перший крок у приведенні вокзалу в нормальний вигляд. Тож реконструкція Привокзальної площі Запоріжжя знову відкладається. Проте, в подальшому заплановано міською владою закласти гроші на проєкт реконструкції та отримати оновлену площу із зеленими зонами та обов'язковою стоянкою до кінця 2017 — 2018 років разом з вокзалом європейського рівня. Після того, як було розірвано договір з підприємцем, він залишив величезну яму і паркан і ця картина довгий час дивувала запорожців та гостей міста. На сесії Запорізької міської ради 30 травня 2017 року було порушено питання до мера Володимира Буряка, щоб він втрутився і ця ситуація була як найшвидше вирішена. 23 червня 2017 року нарешті було наведено лад від незаконної забудови на Привокзальній площі.
Впродовж квітня-травня 2018 року міською владою запропоновано архітекторам підготувати детальний проєкт благоустрою Привокзальної площі.
26 жовтня 2018 року у туристичному центрі Запоріжжя провели презентацію плану реконструкції головного залізничного вокзалу міста.
При створенні плану нової Привокзальної площі для фахівців головною проблемою став транспорт, адже кільцем навколо автостоянки зараз прямують чимало маршрутів громадського транспорту. Згідно з проєктом, парковки перед вокзалом більше не буде. Також планується реконструювати ринок, який зараз знаходиться біля вокзалу. Зупинка маршрутних таксі буде перенесена ближче до проспекту Соборного, а кінцева маршрутних автобусів буде знаходиться поруч з дитячою залізницею. На даний час невідома вартість реконструкції Привокзальної площі, як і навіть приблизна дата початку робіт. Чиновники в департаменті архітектури та містобудування Запорізької міської ради повинні будуть затвердити всю необхідну документацію і розробити програму розвитку об'єкта, після чого визначать етапи, бюджет і терміни реалізації проєкту.

## Галерея

Привокзальна площа
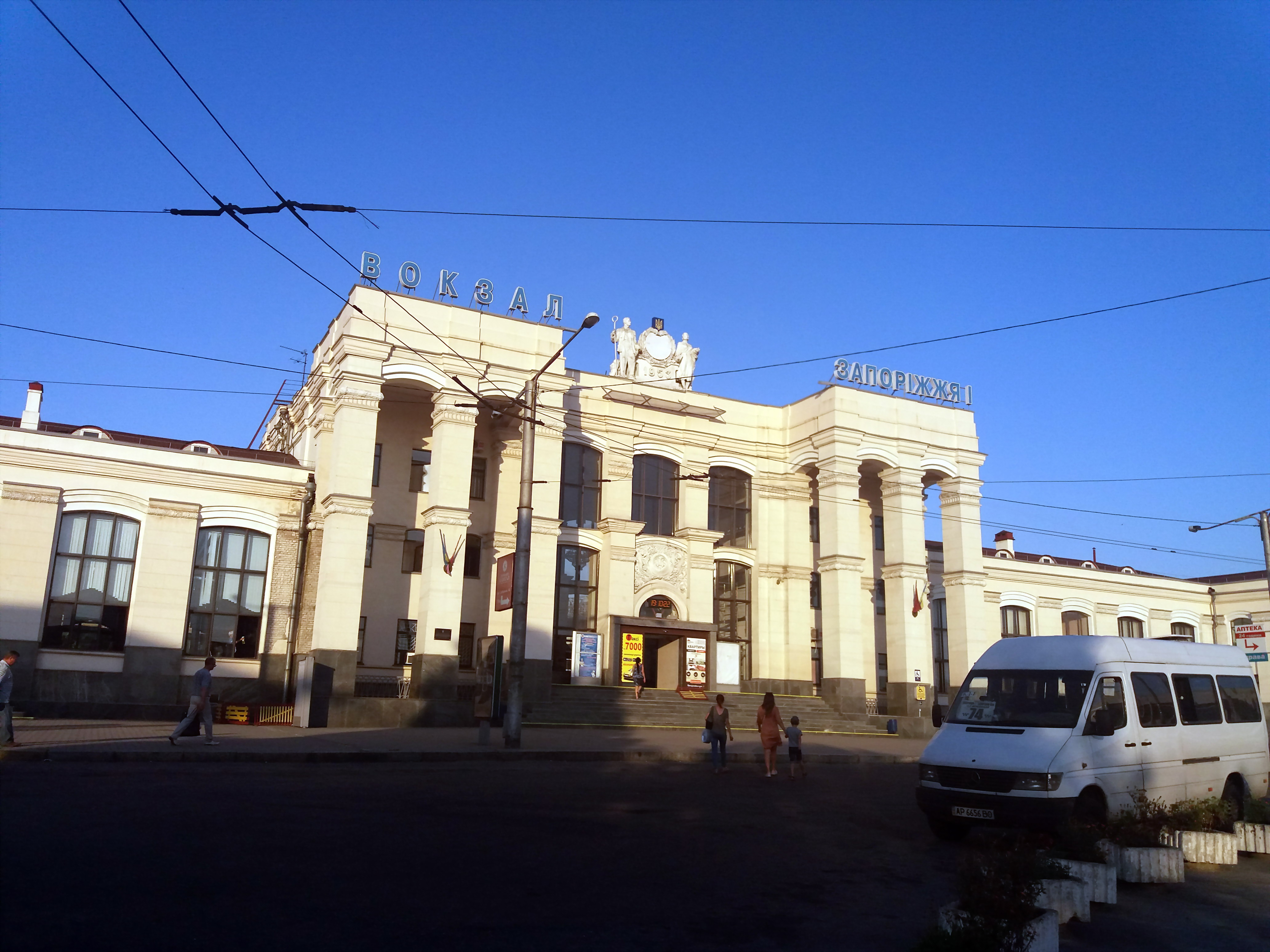
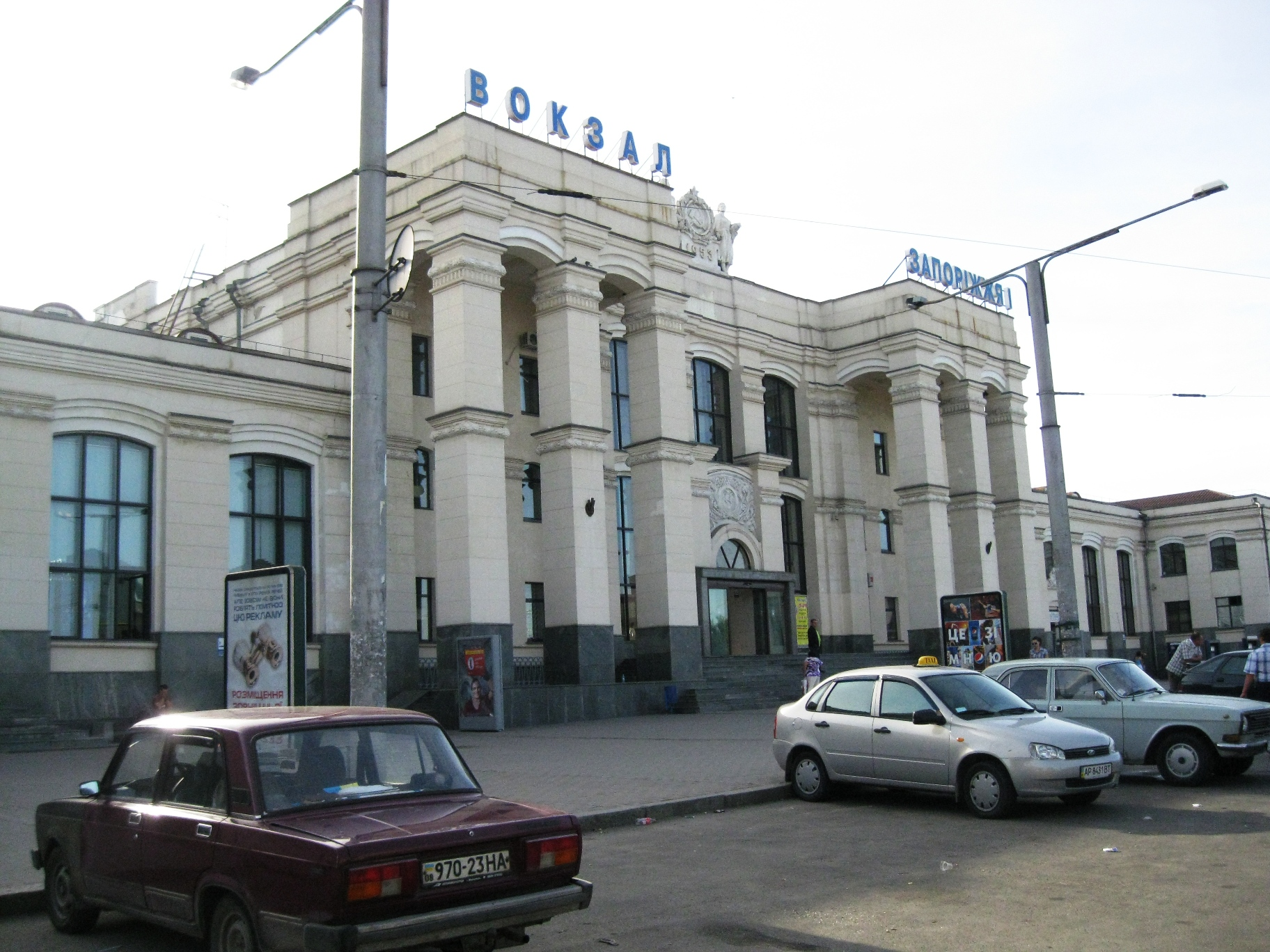
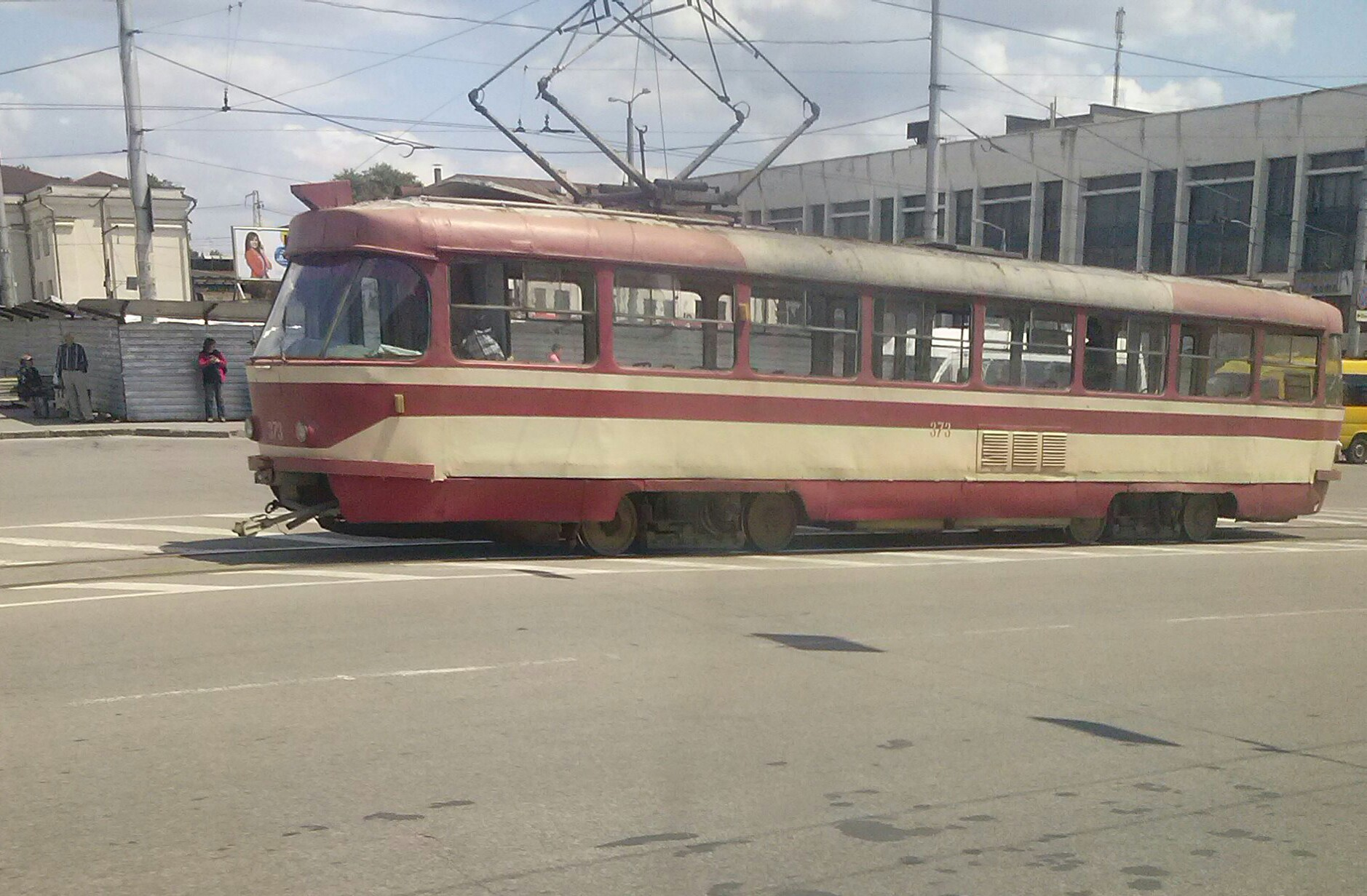
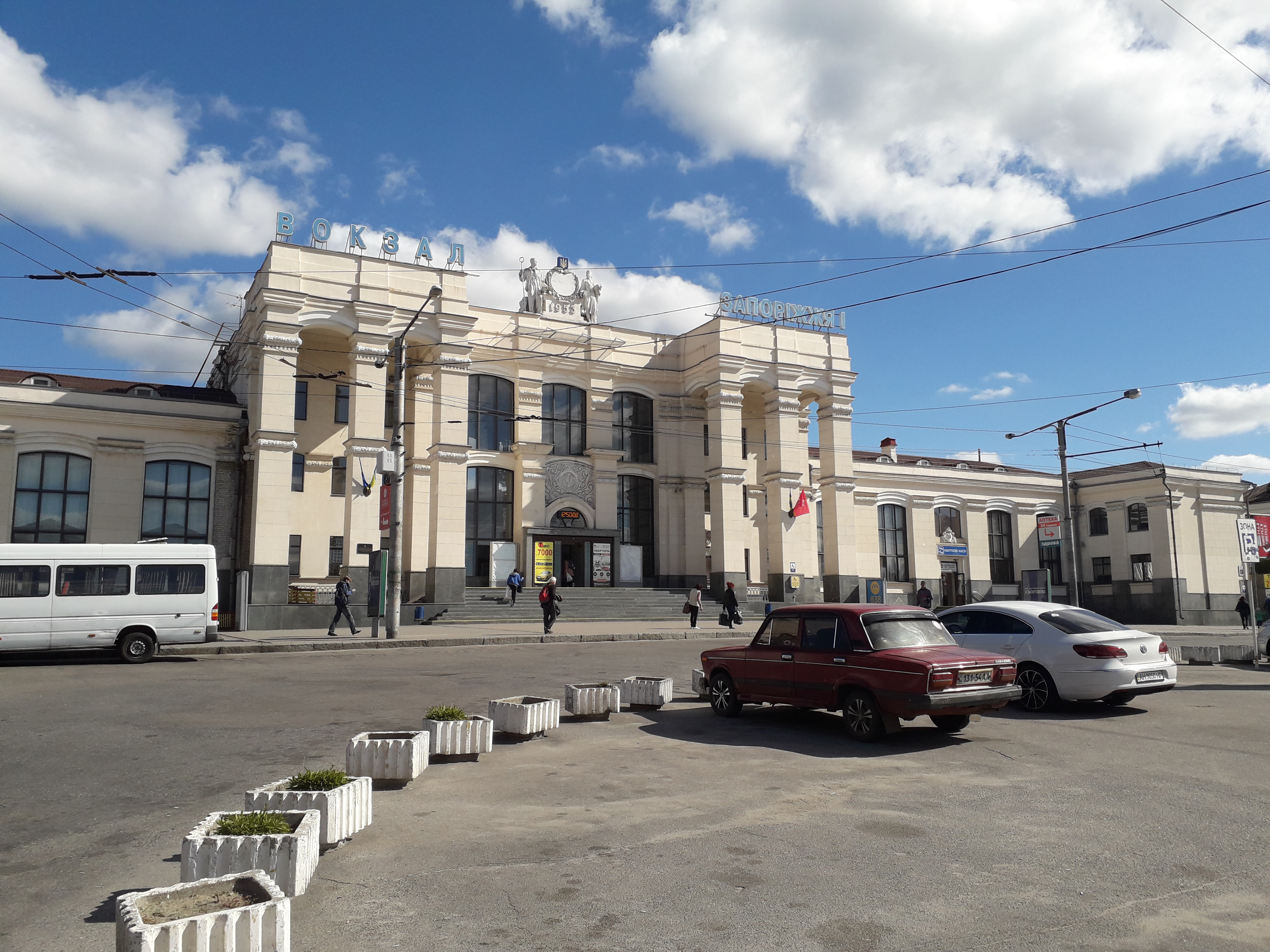
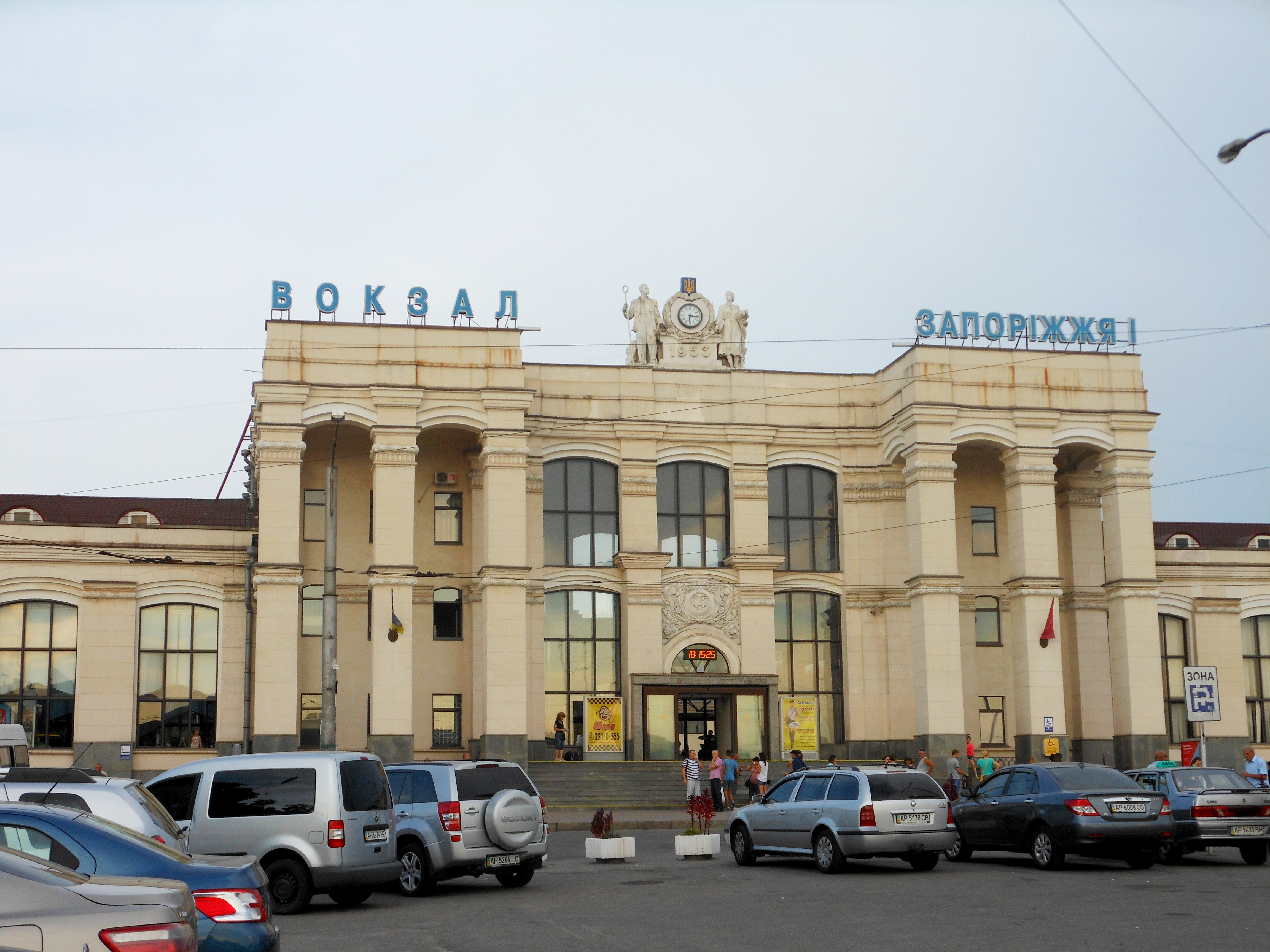
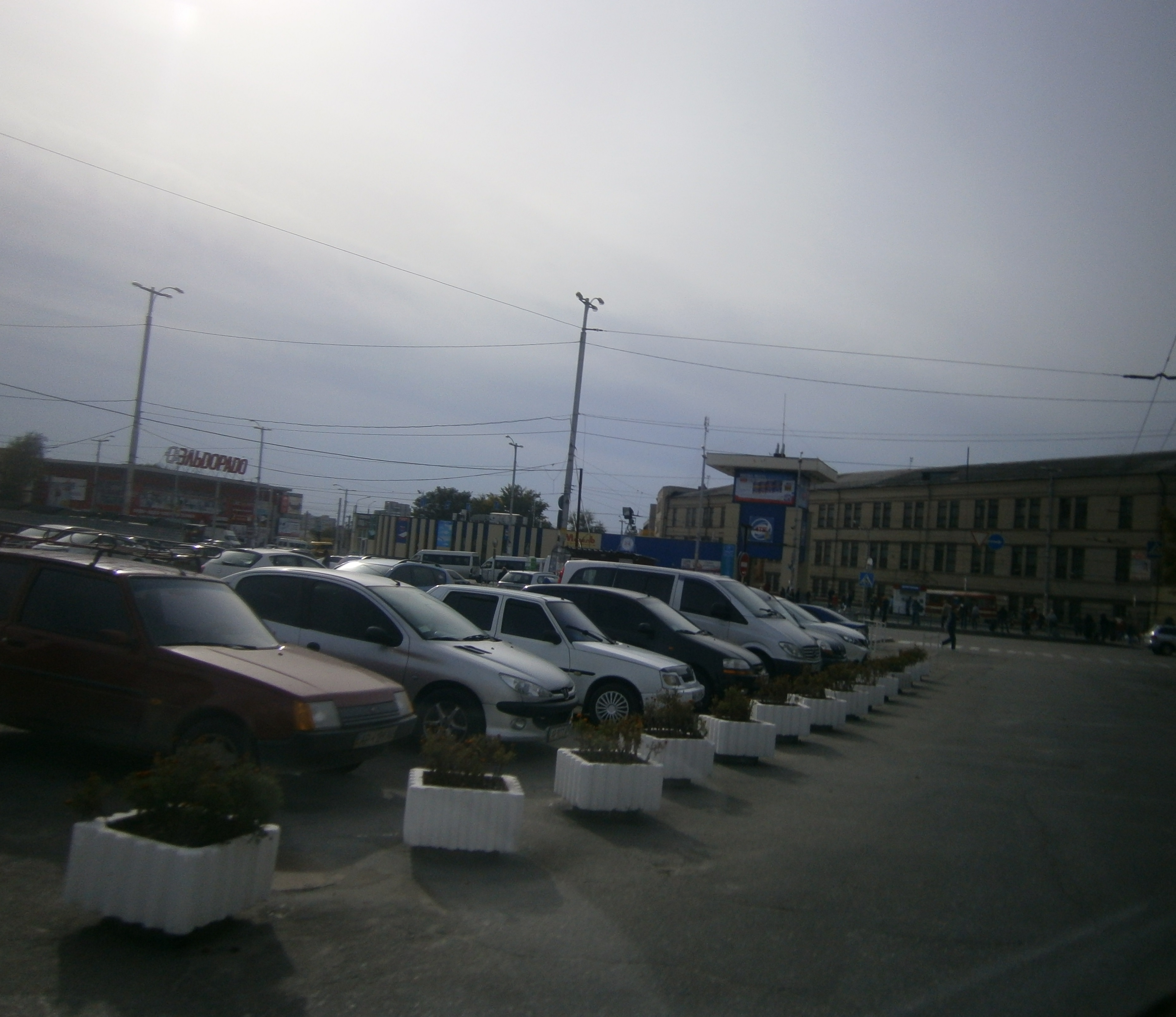
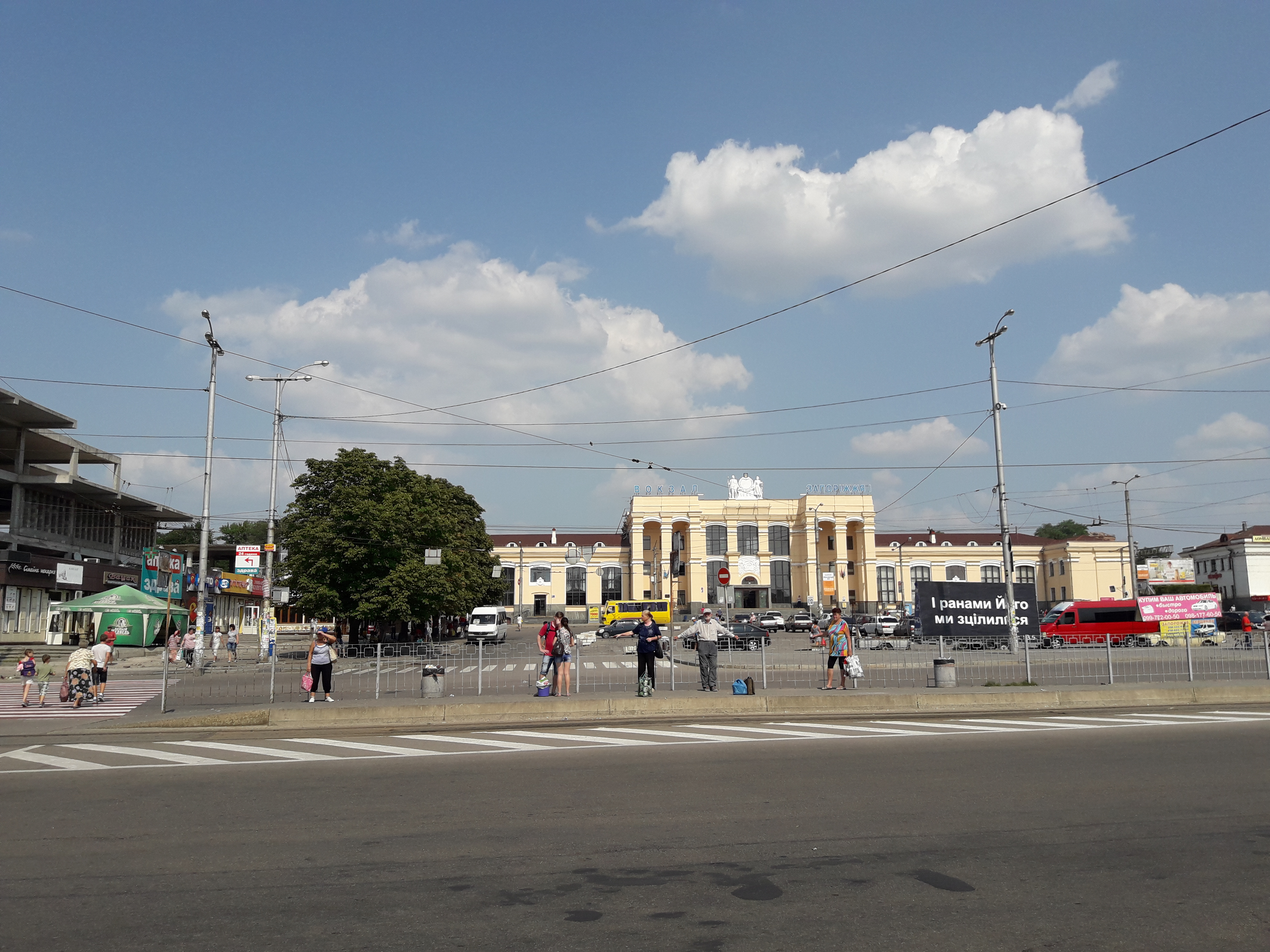
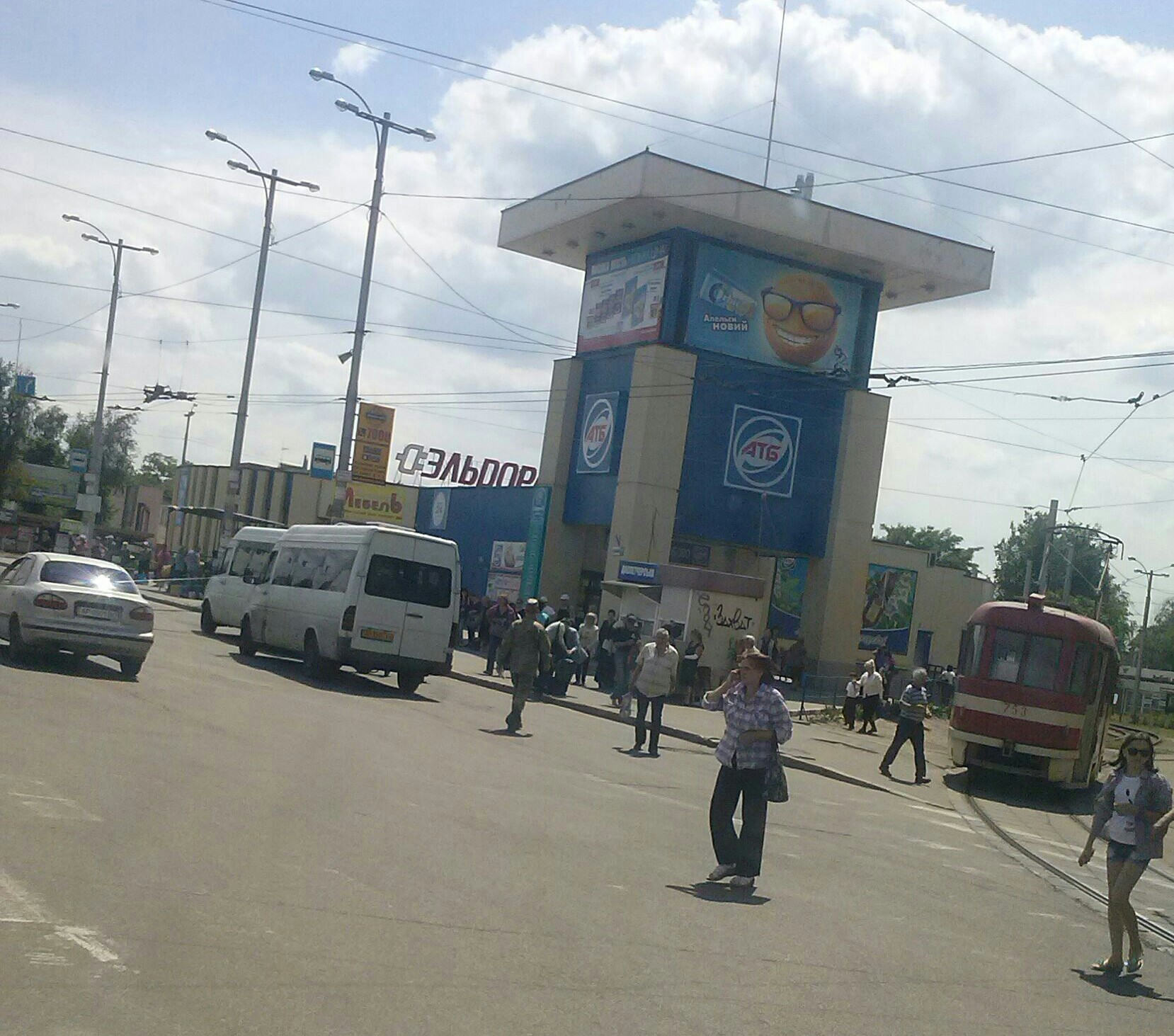

## Панорама

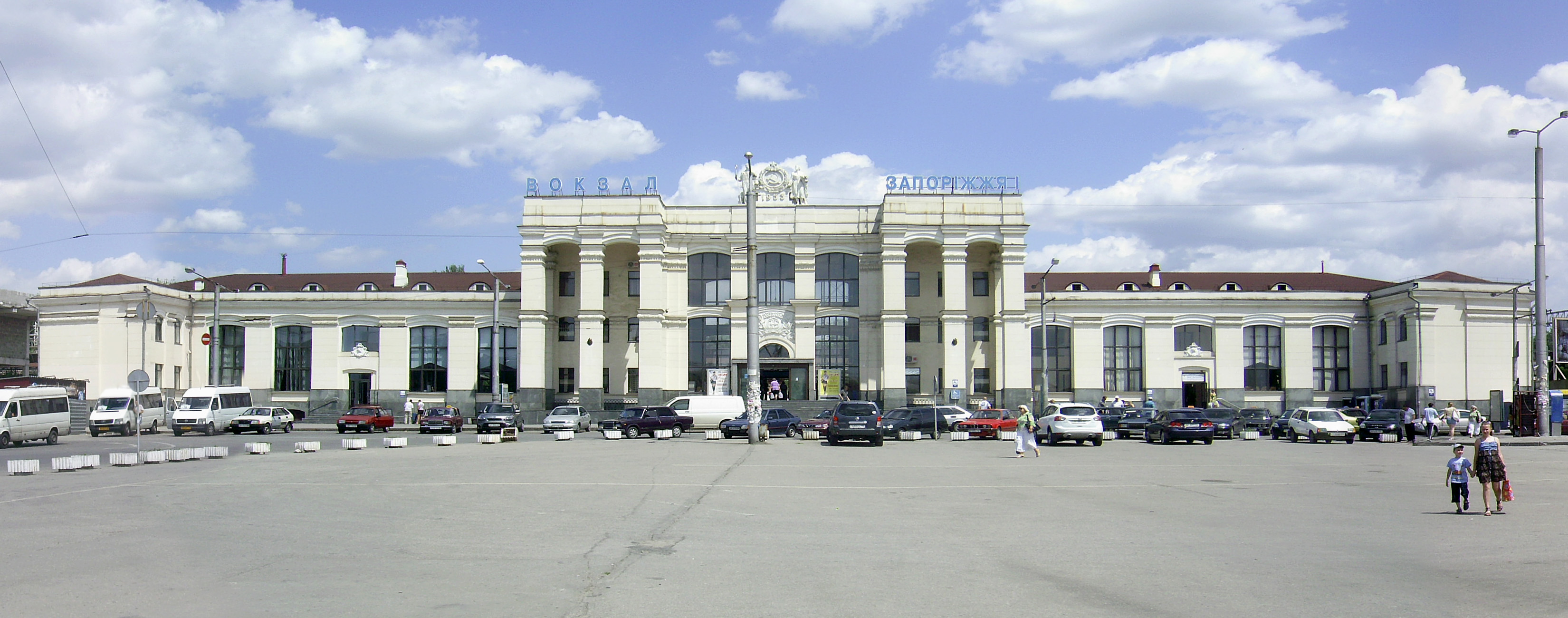
Привокзальна площа